# Tấm thảm Sierpinski

Thảm Sierpinski

Tấm thảm Sierpinski là công trình khoa học nổi tiếng của nhà toán học Waclaw Sierpinski. Đây là loại hình học tự đồng dạng (môn hình học nghiên cứu những hình giống nhau về hình dạng nhưng tỉ lệ về kích thước (tức là nếu cho một hình to và một hình nhỏ có hình dạng giống nhau, nếu phóng hình nhỏ theo một tỉ lệ phù hợp rồi đặt lên hình lớn thì sẽ có sự trùng khớp)). Tấm thảm Sierpinski được tạo ra như sau: Đầu tiên cho một hình vuông. Ta sẽ chia hình vuông này thành 9 phần bằng nhau, rồi xóa phần chính giữa. Tiếp theo, ta lại chia 8 phần còn lại, mỗi phần được chia thành 9 phần, rồi xóa các phần chính giữa (nhỏ hơn) của chúng. Cứ như thế, ta được phần còn lại là tấm thảm Sierpinski.